# 金珠大桥
金珠大桥位于中国吉林省吉林市，是跨越松花江的一座正在建设中的桥梁。于2009年9月1日动工。
大桥全长1145米，宽24米，双向4车道。连接昌邑区九站街道和龙潭区金珠乡。